# The Jam

US-Single Strange Town / The Butterfly Collector aus gelbem Vinyl, 1979

The Jam war eine englische Band. Sie existierte von 1972 bis 1982 und bestand aus Paul Weller, Bruce Foxton und Rick Buckler. Gründungsmitglied war auch Steve Brookes, der jedoch noch vor der ersten Platte wieder ausstieg. Die Musik der Gruppe verband Einflüsse des frühen Punks, der Mods der 1960er Jahre (wie beispielsweise The Who oder The Kinks, die auch immer wieder von The Jam gecovert wurden) und des R&B im Motown-Sound miteinander. Der musikalische Kopf des Punk-Trios war Paul Weller, der mit wenigen Ausnahmen die Lieder der Gruppe komponierte.

## Geschichte
1977 unterschrieb die Gruppe ihren ersten Plattenvertrag bei Polydor und veröffentlichte die erste Single In the City. Es folgte das Debütalbum gleichen Titels.
The Jam wurde innerhalb weniger Jahre zu einer der erfolgreichsten Musikgruppen in Großbritannien und entwickelte sich vom rebellischen Punk- beziehungsweise Powerpop-Format schnell zu einer musikalisch und textlich einfallsreichen Band. Die Formation stand dabei zu Ende der 1970er Jahre praktisch als Inbegriff des ersten großen kritischen Generationsumbruchs in der britischen Rockmusik bzw. in der Popkultur überhaupt: Die großen Stars (und Vorbilder) der 1960er Jahre (The Who, The Rolling Stones und andere) waren in die Jahre gekommen, zählten immer mehr zum Establishment und imitierten sich dabei zusehends unfreiwillig selbst, ohne dem revolutionären und frischen Anspruch ihrer frühen Jahre noch gerecht werden zu können. Dies wurde von Paul Weller (wie auch von vielen anderen Zeitgenossen der Punk-Ära) erkannt und in der eigenen künstlerischen Absicht thematisiert.
Jede Single erreichte kurz nach Veröffentlichung einen oberen Platz in den Charts. International am bekanntesten sind die Hits Going Underground und Town Called Malice. Auch die Alben, unter denen All Mod Cons oft als die entscheidende Platte gilt, waren sehr erfolgreich. Der große Erfolg in den USA blieb jedoch aus. Auf dem Höhepunkt des Erfolgs löste Paul Weller die Gruppe auf, weil er sich in der Band musikalisch zu eingeengt fühlte.
Die Gruppe gab ihr Abschlusskonzert am 11. Dezember 1982 im Conference Centre in Brighton.
In späteren Jahren relativierte der nun ebenfalls in die Jahre gekommene „Modfather“ Weller seine Kritik an der Vorgeneration von Rockmusikern. Rick Buckler spielte danach noch bei der Gruppe Time UK und arbeitete später als Möbelrestaurator. Er starb am 17. Februar 2025 im Alter von 69 Jahren.

## Nachfolgeprojekte
Paul Weller war nach der Auflösung von The Jam mit anderen Projekten – zunächst mit The Style Council, dann als Solokünstler – ebenfalls erfolgreich.
Nach einer kurzen Solokarriere mit dem Album Touch Sensitive schloss sich der Bassist Bruce Foxton 15 Jahre lang der Punkband Stiff Little Fingers an und spielte mit ihr gemeinsam fünf Alben ein, bei denen Foxton auch als Songschreiber in Erscheinung trat. Für Paul Wellers Soloalbum Wake Up the Nation (2010) kollaborierte er zum ersten Mal wieder musikalisch mit seinem ehemaligen Bandkollegen.
Seit 2007 touren Bruce Foxton und Rick Buckler unterstützt von Russell Hastings (Gesang und Gitarre) und David Moore (Gitarre und Keyboard) auch unter dem Namen From the Jam. Die Gruppe spielt bei ihren Konzerten bekannte Stücke ihrer ehemaligen Band. Im November 2008 veröffentlichte die Gruppe eine Doppel-DVD eines Konzerts im „The Forum“ in London. Paul Weller ist an dem Projekt nicht beteiligt. Er äußerte sich bislang stets negativ zum Thema „Wiedervereinigung der Jam“. In einem Interview aus dem Jahr 2006 sagte er: „Let me just nip that in the bud right now. That will never, ever happen.“ Im September 2009 verließ Rick Buckler die Band und wurde durch Mark Brzezicki ersetzt.

## Diskografie

### Studioalben
| Jahr | Titel                    | Höchstplatzierung, Gesamtwochen, AuszeichnungChartplatzierungen (Jahr, Titel, Platzierungen, Wochen, Auszeichnungen, Anmerkungen) | Höchstplatzierung, Gesamtwochen, AuszeichnungChartplatzierungen (Jahr, Titel, Platzierungen, Wochen, Auszeichnungen, Anmerkungen) | Anmerkungen                                                           |
| Jahr | Titel                    | UK | US | Anmerkungen                                                           |
| ---- | ------------------------ | --- | --- | --------------------------------------------------------------------- |
| 1977 | In the City              | UK20 Silber · (19 Wo.)UK | — | Erstveröffentlichung: 20. Mai 1977                                    |
| 1977 | This Is the Modern World | UK22 (5 Wo.)UK | — | Erstveröffentlichung: 28. November 1977                               |
| 1978 | All Mod Cons             | UK6 Gold · (18 Wo.)UK | — | Erstveröffentlichung: 3. November 1978                                |
| 1979 | Setting Sons             | UK4 Gold · (20 Wo.)UK | US137 (8 Wo.)US | Erstveröffentlichung: 16. November 1979                               |
| 1980 | Sound Affects            | UK2 Gold · (20 Wo.)UK | US72 (11 Wo.)US | Erstveröffentlichung: 28. November 1980 Charteintritt in US erst 1981 |
| 1982 | The Gift                 | UK1 Gold · (25 Wo.)UK | US82 (16 Wo.)US | Erstveröffentlichung: 12. März 1982                                   |

### Livealben
| Jahr | Titel                         | Höchstplatzierung, Gesamtwochen, AuszeichnungChartplatzierungen (Jahr, Titel, Platzierungen, Wochen, Auszeichnungen, Anmerkungen) | Höchstplatzierung, Gesamtwochen, AuszeichnungChartplatzierungen (Jahr, Titel, Platzierungen, Wochen, Auszeichnungen, Anmerkungen) | Anmerkungen                             |
| Jahr | Titel                         | UK | US | Anmerkungen                             |
| ---- | ----------------------------- | --- | --- | --------------------------------------- |
| 1982 | Dig the New Breed             | UK2 Gold · (16 Wo.)UK | US131 (9 Wo.)US | Erstveröffentlichung: 10. Dezember 1982 |
| 1993 | Live Jam                      | UK28 (4 Wo.)UK | — |                                         |
| 2002 | At the BBC                    | UK33 (3 Wo.)UK | — |                                         |
| 2015 | Fire and Skill – The Jam Live | UK84 (1 Wo.)UK | — | Erstveröffentlichung: 30. Oktober 2015  |

### Kompilationen
| Jahr | Titel                       | Höchstplatzierung, Gesamtwochen, AuszeichnungChartplatzierungen (Jahr, Titel, Platzierungen, Wochen, Auszeichnungen, Anmerkungen) | Höchstplatzierung, Gesamtwochen, AuszeichnungChartplatzierungen (Jahr, Titel, Platzierungen, Wochen, Auszeichnungen, Anmerkungen) | Anmerkungen |
| Jahr | Titel                       | UK | US | Anmerkungen |
| ---- | --------------------------- | --- | --- | --- |
| 1983 | Snap!                       | UK2 Platin · (38 Wo.)UK | — | Erstveröffentlichung: 14. Oktober 1983                                                                                              |
| 1984 | Compact Snap!               | UK39 Gold · (4 Wo.)UK | — | Charteinstieg nach Wiederveröffentlichung 2005 gekürzte Fassung des Albums Snap!                                                    |
| 1991 | Greatest Hits               | UK2 Gold · (26 Wo.)UK | — | Erstveröffentlichung: 1. Juli 1991                                                                                                  |
| 1992 | Extras                      | UK15 Gold · (5 Wo.)UK | — | |
| 1996 | Collection                  | UK58 (2 Wo.)UK | — | |
| 1997 | Direction Reaction Creation | UK8 Platin · (5 Wo.)UK | — | |
| 1997 | The Very Best Of            | UK9 (16 Wo.)UK | — | |
| 2002 | The Sound of the Jam        | UK3 Gold · (10 Wo.)UK | — | |
| 2015 | About the Young Idea        | UK36 Gold · (1 Wo.)UK | — | Erstveröffentlichung: 22. Juni 2015 Doppelalbum                                                                                     |
| 2017 | 1977                        | UK49 (1 Wo.)UK | — | Erstveröffentlichung: 20. Oktober 2017 5-CD-Box zum 40-jährigen Bandjubiläum (u. a. mit Remasters der ersten beiden Alben von 1977) |

Weitere Kompilationen
| - 1992: Wasteland - 1992: Jam Covers - 1993: Beat Surrender (UK: Platin) - 1997: The Jam - 2000: Millennium Edition - 2001: The Singles 1977–79 - 2001: The Singles 1980–82 - 2001: Town Called Malice | - 2005: Gold - 2006: Classic – The Jam - 2006: The Jam Story (2 CDs) - 2007: 30 Years of Fire and Skill - 2008: The Collection - 2012: That’s Entertainment: The Collection (UK: Silber) - 2012: Classic Album Selection (Six Albums 1977–1982) (Box mit 6 CDs) - 2013: The Studio Recordings (Box mit 8 LPs) |

### EPs
| Jahr | Titel                                      | Höchstplatzierung, Gesamtwochen, AuszeichnungChartplatzierungen (Jahr, Titel, Platzierungen, Wochen, Auszeichnungen, Anmerkungen) | Höchstplatzierung, Gesamtwochen, AuszeichnungChartplatzierungen (Jahr, Titel, Platzierungen, Wochen, Auszeichnungen, Anmerkungen) | Anmerkungen                              |
| Jahr | Titel                                      | UK | US | Anmerkungen                              |
| ---- | ------------------------------------------ | --- | --- | ---------------------------------------- |
| 1982 | The Jam                                    | — | US176 (7 Wo.)US |                                          |
| 1982 | The Bitterest Pill (I Ever Had to Swallow) | UK2 Silber · (11 Wo.)UK | US135 (14 Wo.)US | Erstveröffentlichung: 10. September 1982 |
| 1983 | Beat Surrender                             | UK1 Silber · (9 Wo.)UK | US171 (4 Wo.)US | Erstveröffentlichung: 26. November 1982  |

Weitere EPs
- 1983: Live! EP

### Singles
| Jahr | Titel Album                                           | Höchstplatzierung, Gesamtwochen, AuszeichnungChartsChartplatzierungen (Jahr, Titel, Album, Platzierungen, Wochen, Auszeichnungen, Anmerkungen) | Anmerkungen                            |
| Jahr | Titel Album                                           | UK | Anmerkungen                            |
| ---- | ----------------------------------------------------- | --- | -------------------------------------- |
| 1977 | In the City                                           | UK36 (16 Wo.)UK | Erstveröffentlichung: 15. April 1977   |
| 1977 | All Around the World –                                | UK13 (15 Wo.)UK | Erstveröffentlichung: 15. Juli 1977    |
| 1977 | The Modern World This Is the Modern World             | UK36 (11 Wo.)UK | Erstveröffentlichung: 21. Oktober 1977 |
| 1978 | News of the World –                                   | UK27 (12 Wo.)UK | Erstveröffentlichung: 24. Februar 1978 |
| 1978 | David Watts / “A” Bomb in Wardour Street All Mod Cons | UK25 (15 Wo.)UK | Erstveröffentlichung: 18. August 1978  |
| 1978 | Down in the Tube Station at Midnight All Mod Cons     | UK15 Silber · (13 Wo.)UK | Erstveröffentlichung: 9. Oktober 1978  |
| 1979 | Strange Town –                                        | UK15 Silber · (18 Wo.)UK | Erstveröffentlichung: 9. März 1979     |
| 1979 | When You’re Young –                                   | UK17 (11 Wo.)UK | Erstveröffentlichung: 17. August 1979  |
| 1979 | The Eton Rifles Setting Sons                          | UK3 Silber · (16 Wo.)UK | Erstveröffentlichung: 26. Oktober 1979 |
| 1980 | Going Underground / Dreams of Children –              | UK1 Platin · (21 Wo.)UK | Erstveröffentlichung: 10. März 1980    |
| 1980 | Start! Sound Affects                                  | UK1 Silber · (11 Wo.)UK | Erstveröffentlichung: 11. August 1980  |
| 1981 | That’s Entertainment Sound Affects                    | UK21 Gold · (13 Wo.)UK | Erstveröffentlichung: 30. Januar 1981  |
| 1981 | Funeral Pyre –                                        | UK4 Silber · (10 Wo.)UK | Erstveröffentlichung: 14. Mai 1981     |
| 1981 | Absolute Beginners –                                  | UK4 (9 Wo.)UK | Erstveröffentlichung: 12. Oktober 1981 |
| 1982 | Town Called Malice / Precious The Gift                | UK1 ×3Dreifachplatin · (13 Wo.)UK | Erstveröffentlichung: 29. Januar 1982  |
| 1982 | Just Who Is the 5 O’Clock Hero The Gift               | UK8 (5 Wo.)UK | Erstveröffentlichung: 26. Juni 1982    |

Weitere Singles
- 1980: Pop Art Poem
- 1982: Tales from the Riverbank
- 1983: Move On Up

### Videoalben
- 1982: Trans Global Unity Express
- 1983: Video Snap!
- 1991: Greatest Hits
- 2002: 1977–1982 – The Complete Jam on Film (UK: Gold)
- 2006: Punk Icons – The Ultimate Review